# Freinetrörelsen

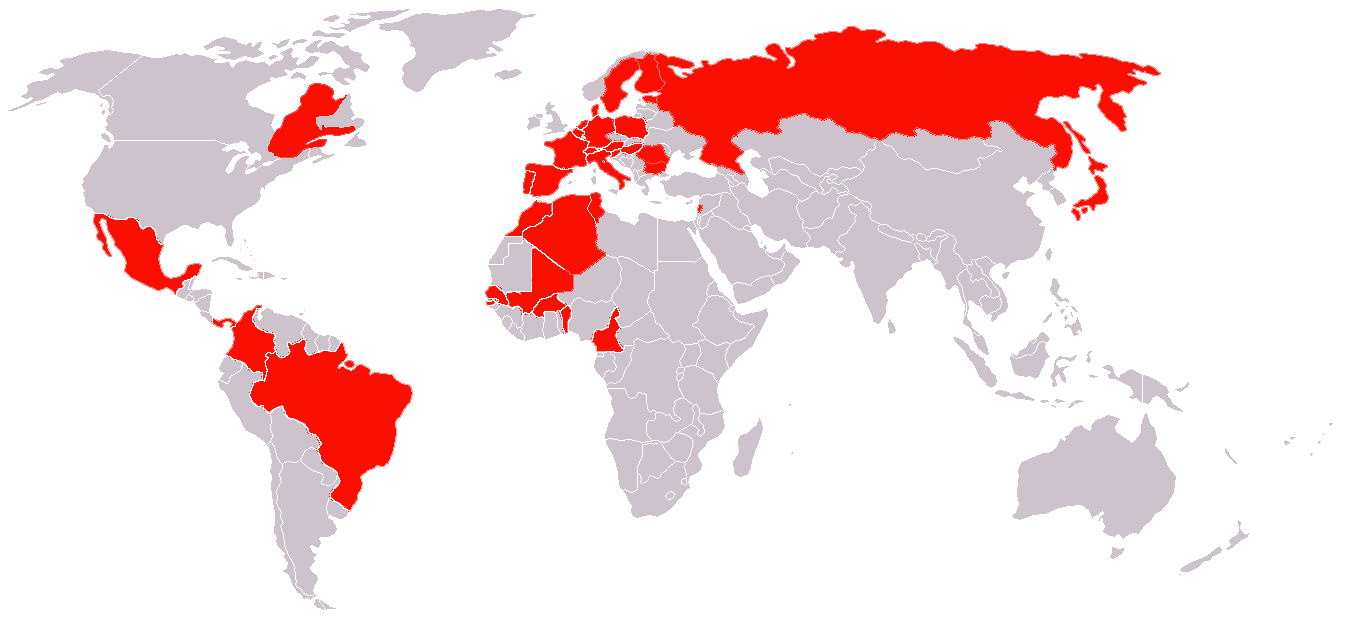

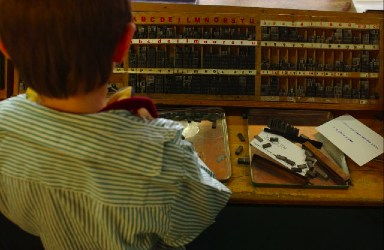

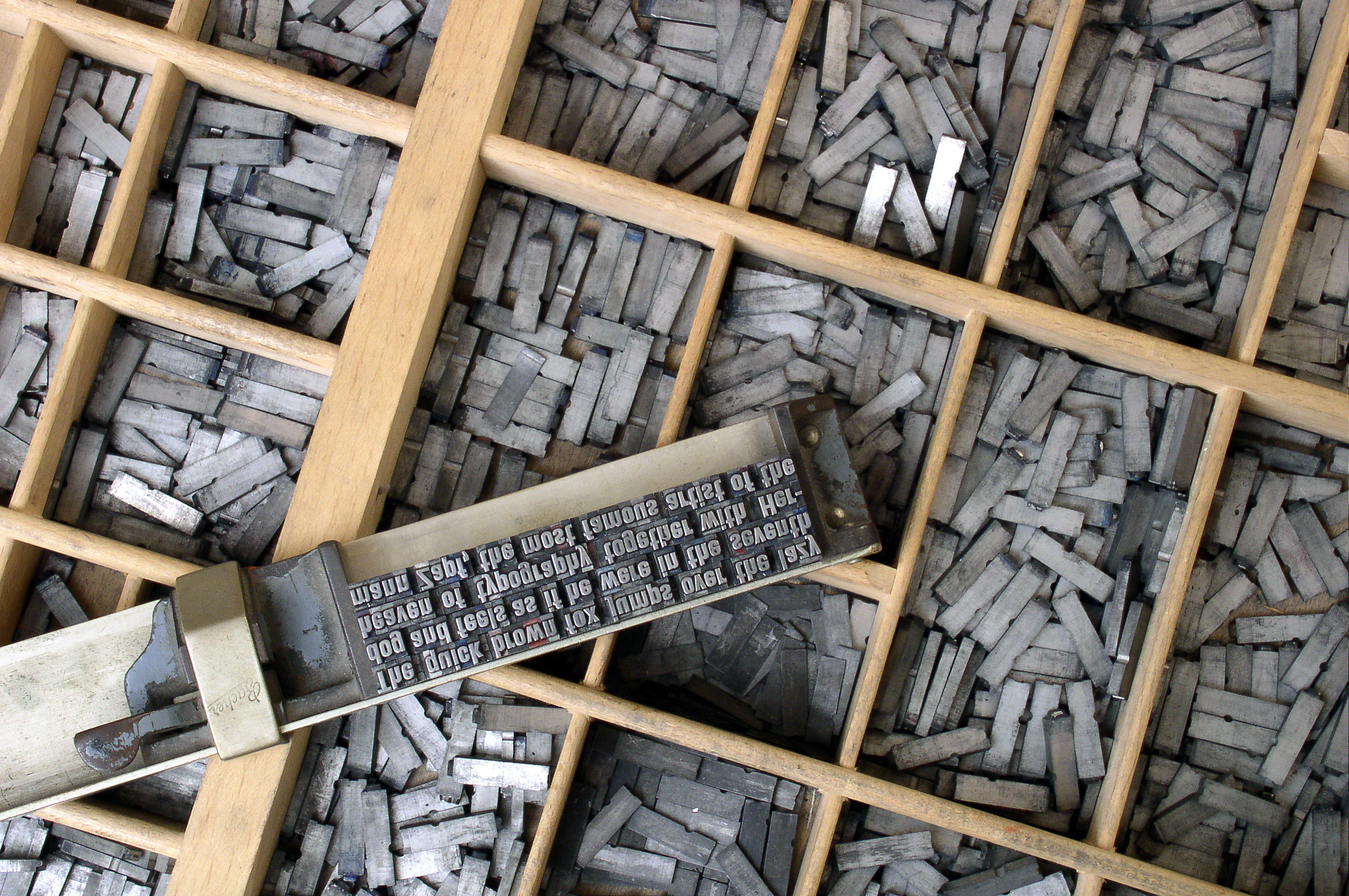

Freinetrörelsen är en pedagogik startad av Célestin Freinet. 
Freinet själv kallade rörelsen för 'den moderna skolan' eller 'arbetets pedagogik'. Först efter hans död 1966 har pedagogiken börjat kallas för Freinetpedagogiken och rörelsen för Freinetrörelsen. Den internationella Freinetrörelsens organisation heter fortfarande Fédération Internationale des Mouvements de l'École Moderne - FIMEM  - och har konferenser vartannat år. FIMEM firade 50 –årsjubileum 2008.
Den svenska Freinetrörelsen, som ingår i FIMEM, hette Kooperativet Arbetets Pedagogik fram till 2004, då namnet ändrades till Freinetrörelsen i Sverige - Kooperativet Arbetets Pedagogik för att förtydliga vem som är rörelsens upphovsman. 
Freinetrörelsen har medlemmar i många europeiska länder, i synnerhet i Frankrike och närliggande länder så som Tyskland, Spanien och Schweiz. Utanför Europa hittar man rörelsen i Latinamerika, Västafrika och Japan. Rörelsen är mindre känd i den anglosaxiska världen.